# Janez Mejač (baletnik)
Janez Mejač [jánez mejáč], slovenski baletnik in koreograf,  30. maj 1936, Mokronog.

## Življenje in delo
V Ljubljani je končal gimnazijo in Srednjo baletno šolo. Bil je član ljubljanskega baleta od leta 1954. Sprva je nastopal v baletnem zboru, kasneje pa je postal prvi plesalec baleta. V sezoni 1965/66 je bil baletni solist v Stora Theatre v Göteborgu. Izpopolnjeval se je tudi v Franciji (Cannes).
V svoji karieri je oblikoval 84 solističnih baletnih vlog, postavil 62 koreografij v dramskih gledališčih in operi. Dvajset let je vodil baletno izobraževanje za mlade v Trstu, bil je predavatelj za odrski gib in zgodovinske plese na Akademiji za glasbo v Ljubljani. V sezonah 1981-1984 in 1995-1998 je bil vodja ljubljanskega baleta. Upokojil se je leta 1987.

## Priznanja in nagrade
Naziv vrhunski umetnik mu je tedanje ministrstvo za kulturo podelilo leta 1973, tri leta kasneje (1976) je prejel nagrado Prešernovega sklada za vlogo Razuzdanca v baletu Razuzdančeva usoda, leta 1979 je na 8. jugoslovanskem baletnem bienalu dobil priznanje za vlogo Ženina v baletu Vrag na vasi.
Slovenski gledališki muzej je leta 2005 njegovo umetniško in življenjsko pot predstavil z razstavo in izdajo knjige z naslovom Janez Mejač : Danseur noble.  
13. februarja 2011 mu je Društvo baletnih umetnikov Slovenije podelilo strokovno nagrado Lydie Wisiakove, 11. julija 2011 je za vsestranski prispevek k slovenski baletni in gledališki umetnosti dobil Red za zasluge, leta 2018 pa je prejel Prešernovo nagrado za življenjsko delo.